# 斯氏安迪麗魚
斯氏安迪麗魚，為輻鰭魚綱鱸形目隆頭魚亞目慈鯛科的其中一種，分布於南美洲秘魯太平洋岸的淡水流域，體長可達113公分，棲息在河川、湖泊的中底層水域，生活習性不明。